# Tilo Neumann und das Universum
Tilo Neumann und das Universum ist eine deutsche Comedy-Fernsehserie aus dem Jahr 2021. Entstanden ist die Serie unter der Regie von Julian Pörksen nach dem Drehbuch von Sonja Schönemann, welche auch für andere bekannte Comedy-Formate wie z. B. RTL Samstag Nacht, Die Wochenshow, LadyLand, Stromberg, Mord mit Aussicht und Merz gegen Merz tätig war. Die Produktionsfirma Network Movie Film- und Fernsehproduktion GmbH produziert die Serie im Auftrag von TVNOW.

## Handlung

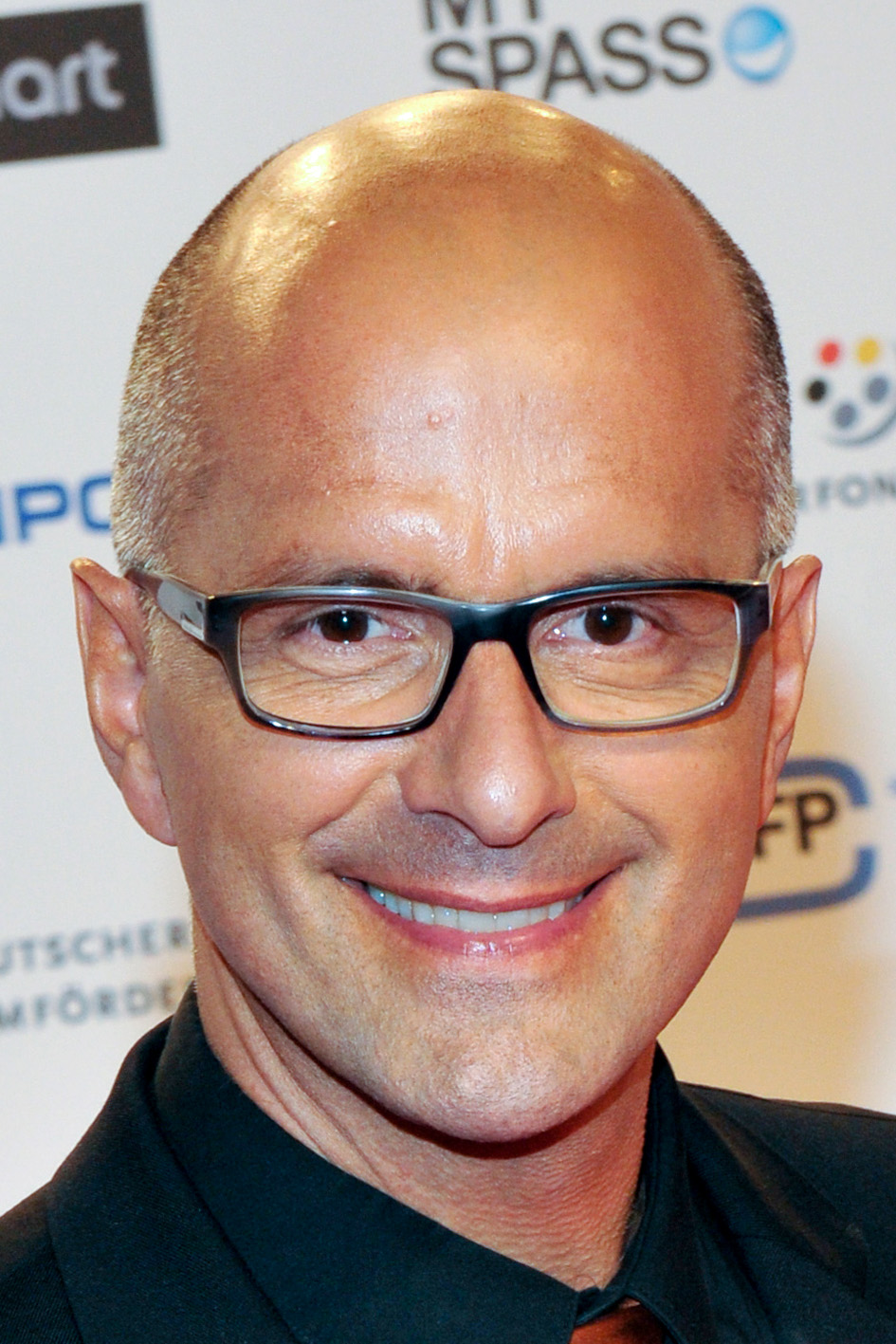
Hauptdarsteller Christoph Maria Herbst

### Episode 1 – Tilo Neumann
Deutschlehrer Tilo Neumann sieht in seinem Leben keinen Sinn mehr. Seine Ehe ist gescheitert und seine Tochter hat sich von ihm entfremdet. Als er dann auch noch erfährt, dass seine Frau einen neuen Partner hat, welcher auch schon bei ihr eingezogen ist, betrinkt er sich abends in seiner Wohnung. Im betrunkenen Zustand holt er einen Karton mit von Schülern konfiszierten Dingen, darunter ein Tütchen mit Marihuana und eines mit LSD-Pappen, hervor. In suizidaler Absicht schluckt er die Pappen und erleidet einen üblen Trip. Während des Trips vernimmt er eine Stimme, die ihm vorschlägt, ihm zu helfen, wenn er bereit ist, im Gegenzug anderen Menschen zu helfen. Tilo geht auf den Deal ein und kommt am nächsten Morgen wieder zu sich.

### Episode 2 – Tick … tack
Da die Stimme jedoch weiterhin zu ihm spricht, geht er zunächst davon aus, dass dies Nachwirkungen seines Trips sein müssen. Tilo vertraut seinem besten Freund Siggi an, dass er eine Stimme hört. Siggi rät ihm dringend, therapeutische Hilfe in Anspruch zu nehmen. Doch der Termin bei Frau Dr. Schub erweist sich als wenig hilfreich. Erst als die Stimme ihm den eigentlichen Grund für seine Therapiestunde erklärt, beginnt Tilo langsam zu verstehen, was für einen Deal er da mit der Stimme geschlossen hat.

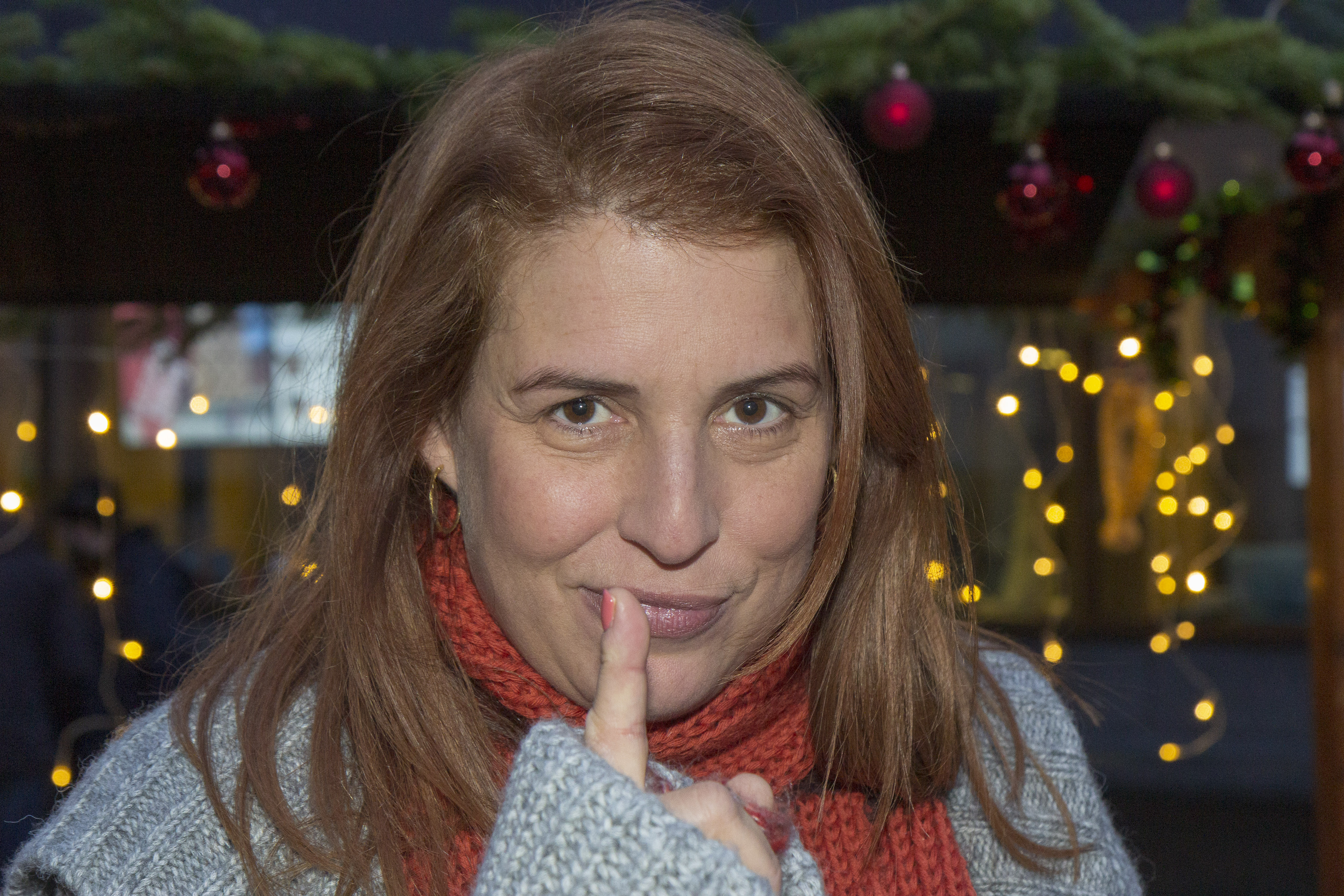
Elena Uhlig (die Stimme / das Universum)

### Episode 3 – Navigationen
Die Hälfte der Sommerferien ist bereits rum, und Tilo wartet zunehmend ungeduldig auf „richtig großes Menschenhelfen“. Die Stimme erfüllt ihm diesen Wunsch auch – und schickt ihn gleichzeitig auf eine Reise in die Zeit seines Lebens, als er noch mit Jana verheiratet war und mit ihr und Alice zusammengelebt hat. Langsam arbeitet sich Tilo zu einem Schlüsselerlebnis vor, das in seiner Kindheit begonnen hat und ihn bis heute immer noch belastet – der Tod seiner Mutter.

### Episode 4 – Dong
Tilo ist nervös, denn die erste „Menschenhilfe“ für jemanden aus seiner Familie steht an: seine Tochter Alice, die ihre Grippe auf seinem Sofa auskurieren soll, da Jana auf einer Fortbildung ist. Für weit hilfsbedürftiger hält Tilo allerdings Swen, den neuen Freund seiner Exfrau, nachdem er sich online ein Video des erfolgreichen Esoterik-Influencers angeschaut hat. Tilo macht sich auf den Weg. Und tatsächlich scheint Swen Hilfe zu benötigen.

### Episode 5 – Türen
Während die Stimme sich über den nahenden Schulbeginn freut, realisiert Tilo, dass all seine finanziellen Schulden getilgt sind. Die Freude darüber hält allerdings nicht lange an, denn wenn die Stimme ihm dermaßen hilft, was muss er dann wohl als Gegenleistung für jemand anderen tun? Als seine Ex-Frau Jana ihn darüber informiert, dass sein Vater Wolfgang starke Schmerzen in der Hüfte hat, scheint die Antwort darauf auf der Hand zu liegen.

### Episode 6 – Schule
Der erste Schultag nach den Ferien steht an. Und was Tilo dabei weitaus mehr Sorgen bereitet, als das Ende der Sommerferien, ist die permanent auf ihn einquatschende Stimme in seinem Kopf. Diese entpuppt sich allerdings noch nicht einmal als sein größtes Problem, denn im Internet kursiert ein Video von einem zu einer Klangschale im Wald meditierenden Tilo. Und das hat inzwischen wirklich jeder in der Schule gesehen – bis auf Tilo.

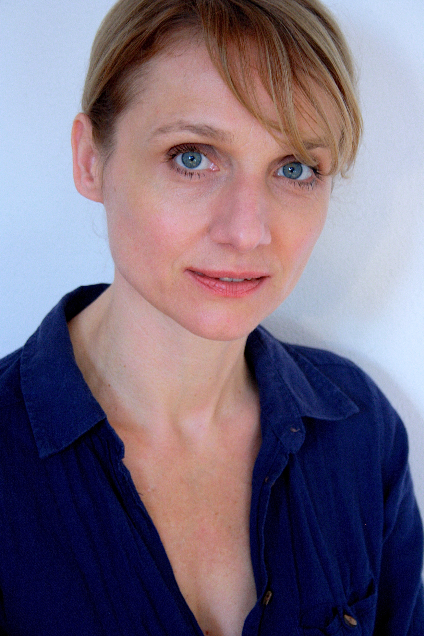
Christina Große (Tilos Ex-Frau)

### Episode 7 – Die Eine
Tilo ist stinksauer. Denn während er fest davon überzeugt ist, der kurzen Affäre mit einer Lehrerkollegin hinterhertrauern zu müssen, erinnert ihn die Stimme ständig an die guten alten Zeiten mit seiner Ex-Frau Jana. Um dem Emotionalen ein Ende zu setzen, will Tilo dann doch lieber Menschen helfen. Prima Plan, findet das Universum – und sorgt dafür, dass Tilos Menschenhilfe innerhalb weniger Minuten im Garten seiner Ex-Frau endet.

### Episode 8 – Das Universum
Tilo hat Geburtstag und alle gratulieren: seine Tochter Alice, seine Lehrerkollegen, Siggi und natürlich das Universum. Das kündigt sogar an, etwas ganz Besonderes für Tilo vorbereitet zu haben – was zur Folge hat, dass Tilo den ganzen Tag mit ahnungsvoller Panik durch die Gegend läuft. Die unterschiedlichsten Geschenke und Erinnerungen prasseln gleichermaßen auf Tilo ein, bis zu dem Moment, in dem das Universum Tilo endlich selbst überrascht.

## Offene Fragen
Die erste Folge beginnt damit, dass Tilo völlig verzweifelt auf einer Bank sitzt und sich betrinkt. Dann der Schnitt und die Einblendung „Ein Jahr und elf Monate vorher“. Die nun folgende Handlung liegt also in der Vergangenheit, in der das Universum mit Tilo Kontakt aufnimmt. Zum Schluss der ersten Folge sieht man Tilo wieder auf der Bank sitzen und Swen kommt vorbei, um ihm zu helfen. Eingeblendet ist dieses Mal „Ein Jahr und elf Monate später“. 
Der Zuschauer muss nun schlussfolgern, dass das „Menschenhelfen“ in den nächsten sieben Folgen für Tilo erfolglos blieb, obwohl ihm das Universum versprochen hatte, dass nach einem Jahr und elf Monaten „alles gut“ sein würde.
Weiterhin wird u. a. nicht aufgeklärt, ob sich Tilos Verhältnis zu seinem Vater bessert, und auch die Frage, welche Rolle die Frau – die in der letzten Folge mit der Stimme des Universums spricht – spielt.
Die offenen Fragen erklären sich dadurch, dass die Serie ursprünglich auf drei Staffeln mit je acht Folgen konzipiert, jedoch aufgrund zu geringer Zuschauer/Abrufzahlen inmitten der Handlung abgesetzt wurde. Nachdem Tilo die Frau mit der Stimme des Universums am Eiswagen trifft, ist das Jahr plus 11 Monate noch nicht vorbei, die Handlung befindet sich dort (Zeitstrahlmäßig) gerade ungefähr bei vier Monaten nach dem „Auftauchen des Universums“.

## Ausstrahlung
Die Serie wurde am 22. April 2021 zunächst auf dem Streamingportal TVNOW veröffentlicht. Am 5. Juli 2021 wurden alle Folgen auf VOX gesendet.